# Neporadza (okres Rimavská Sobota)
Neporadza, dříve (do roku 1948) Napraď (maďarsky Naprágy) je obec na Slovensku, v okrese Rimavská Sobota, u hranic s Maďarskem. Žije zde 286 obyvatel, většinou maďarské národnosti a početná skupina obyvatel rómské národnosti.  V obci se nachází reformovaný kostel.

## Historie
První písemná zmínka o obci pochází z roku 1254.